# Гринбрајер (Флорида)
Гринбрајер (енгл. Greenbriar) насељено је место без административног статуса у америчкој савезној држави Флорида.

## Демографија
По попису из 2010. године број становника је 2.502.
| Група             | 2000.    | 2010.         |
| Белци             | 0 (0,0%) | 2.138 (85,5%) |
| Афроамериканци    | 0 (0,0%) | 87 (3,5%)     |
| Азијати           | 0 (0,0%) | 60 (2,4%)     |
| Хиспаноамериканци | 0 (0,0%) | 188 (7,5%)    |
| Укупно            | 0        | 2.502         |